# Claire Fontana
Claire Fontana, née en 1954, est une militante anti-avortement française.

## Biographie
Née dans une famille de neuf enfants, Claire Fontana est la fille d'Alix et Ivan Gobry, philosophe et figure du catholicisme traditionaliste.
Elle suit des études à l'institut d'études politiques de Paris et obtient une licence en philosophie.
Mère de huit enfants, elle milite contre l'avortement d'abord au sein de Laissez-les-vivre, puis de l'Association pour l'objection de conscience à toute participation contre l'avortement, et de SOS Tout-Petits,.
Estimant que SOS Tout-Petits n'est pas assez radical, elle fonde à 34 ans l'association La Trêve de Dieu. Lors du voyage de Jean-Paul II en Alsace, en 1988, elle sollicite un moratoire sur les avortements dans toute la région. Elle reçoit le soutien moral et financier de plusieurs membres du clergé. Elle s'inspire d'une première intervention menée par des militants américains, à laquelle elle participe, à Rome. L'association, soutenue par l'Opus Dei, pratique une conception agressive du « sauvetage », en s'inspirant de la violence des mouvements « pro-life » américains. Les militants de La Trêve de Dieu recourent lors de leurs interventions dans les cliniques et hôpitaux à la violence physique et verbale, « ils déstérilisent ou détruisent le matériel médical, insultent (en le traitant d'assassin, ou de nazi), voire molestent, le personnel médical, fouillent les dossiers des patientes ou tentent de les convaincre, en les culpabilisant, de renoncer à avorter »,,.
L'association considère que la « loi divine » est supérieure aux lois humaines. Elle a été fréquemment traduite devant les tribunaux au début des années 1990,,. Le délit d'entrave à l'IVG est créé en 1993. Claire Fontana reçoit lors de procès le soutien du prélat Albert Decourtray. L'association est condamnée à plusieurs reprises. Plusieurs religieux, ayant participé activement aux commandos anti-avortement, sont également poursuivis en 1994 et 1995.
La mobilisation de l'association se réduit dans la seconde moitié des années 1990. La Trêve de Dieu et sa présidente ont disparu dans les années 2000.